# هال دریپر
هال دریپر (به انگلیسی: Hal Draper) (۱۹۱۴–۱۹۹۰) روزنامه‌نگار و فعال کارگری مارکسیست اهل آمریکا و از اعضای مؤسس حزب کارگران سوسیالیست (ایالات متحده) بود.
مهم‌ترین اثر او کتاب چهار جلدی نظریه انقلاب مارکس است.

## زندگی
هل دریپر در سال ۱۹۱۴ به دنیا آمد. والدین او کارگران مهاجر بودند. وی در ۱۹۳۲ به حزب سوسیالیست (ایالات متحده) پیوست. در ۱۹۳۸، از اعضای مؤسس حزب کارگران سوسیالیست (ایالات متحده)، شاخهٔ ایالات متحدهٔ بین‌الملل چهارم بود. دو سال بعد در ۱۹۴۰، این حزب دچار انشعاب شد و دریپر به همراه مکس شکتمن، حزب کارگران (ایالات متحده) را بنیان نهادند. در ۱۹۴۹ این سازمان به لیگ مستقل سوسیالیستی معروف شد. پس از کناره‌گیری مکس شکتمن از سوسیالیسم انقلابی، دریپر هم به او پیوست و بین‌الملل سوسیالیست‌ها را بنیاد نهادند.
هل دریپر در اوایل دهه ۱۹۷۰ از فعالیت‌های سازمانی کناره گرفته و به نویسندگی پرداخت.

## آثار
برخی از کتب و مقالات هل دریپر به شرح زیر اند:

### کتاب‌ها
- نظریه انقلاب مارکس
- برکلی: شورش دانشجویی حاضر، ۱۹۶۵.
- دو روح سوسیالیسم، ۱۹۶۶.
- مارکسیسم و اتحادیه‌های کارگری، ۱۹۷۰.

### مقالات
- آزادی‌های مدنی در مبارزه با فاشیسم، دسامبر ۱۹۴۵.
- اقلیت عرب اسرائیل: آغاز یک تراژدی، ۱۹۵۶.
- کارل مارکس و سیمون بولیوار، ژوئیه ۱۹۷۰.
- [نظرات] مارکس و انگلس دربارهٔ آزادی زنان، ژوئیه ۱۹۷۰.
- [نظرات] مارکس دربارهٔ صورت‌های دموکراتیک دولت، ۱۹۷۴.
- زنان مارکسیست در برابر فمینیسم بورژوایی، (به همراه ان جی. لیپو)، ۱۹۷۶.